# Rietzneuendorf-Staakow
Rietzneuendorf-Staakow là một đô thị thuộc huyện Dahme-Spreewald, bang Brandenburg, Đức. Đô thị Rietzneuendorf-Staakow có diện tích 27,99 km², dân số thời điểm 31 tháng 12 năm 2006 là 670 người.